# نبرد ۲۰۱۳ حماة
نبرد ۲۰۱۳ حمات عملیاتی بود که توسط معارضان سوری در دوران جنگ داخلی سوریه در شرق استان حماه به راه افتاد. معارضان طی این عملیات ۱۰ روستا را تصرف کردند که ۴ عدد از آن‌ها علوی نشین بودند اما ارتش سوریه شهر حلفایا و ۲۳ روستا که توسط معارضان حدود ۵ ماه پیش در نبرد اول حمات تصرف کرده بودند را بازپس گرفت